# Сейшу-ди-Ансиайнш
Се́йшу-ди-Ансиа́йнш (порт. Seixo de Ansiães) — район (фрегезия) в Португалии, входит в округ Браганса. Является составной частью муниципалитета Карразеда-ди-Ансиайнш. По старому административному делению входил в провинцию Траз-уш-Монтиш и Алту-Дору. Входит в экономико-статистический субрегион Доуру, который входит в Северный регион. Население составляет 379 человек на 2007 год. Занимает площадь 2220 ha км².